# Raión de Gorki
Gorki (en bielorruso: Горацкі раён) es un raión o distrito de Bielorrusia, en la provincia (óblast) de Maguilov. 
Comprende una superficie de 1284 km².

## Demografía
Según estimación 2010 contaba con una población total de 47800 habitantes.